# Enhanced Metafile
Pour les articles homonymes, voir EMF.
Enhanced Metafile (ou EMF) est un format d'image numérique pour les systèmes Microsoft Windows et de certains pilotes d'impression. Il s'agit d'une amélioration du type de fichier image de type WMF (Windows Metafile) avec des données codées sur 32 bits et une meilleure qualité.